# Zale ustipennis
Zale ustipennis là một loài bướm đêm trong họ Erebidae.